# دنيس ويليام
دنيس ويليام (بالإنجليزية: Dennis Hale)‏ هو صحفي وعالم سياسة أمريكي، ولد في 1944.